# Perigonia jamaicensis
Perigonia jamaicensis is een vlinder uit de familie van de pijlstaarten (Sphingidae). De wetenschappelijke naam van de soort werd in 1894 gepubliceerd door Lionel Walter Rothschild.